# Sursko-Lîtovske, Dnipro
Sursko-Lîtovske (în ucraineană Сурсько-Литовське) este o comună în raionul Dnipro, regiunea Dnipropetrovsk, Ucraina, formată numai din satul de reședință.

## Demografie
Componența lingvistică a satului Sursko-Lîtovske
     Rusă (62,88%)
     Ucraineană (36,28%)
     Alte limbi (0,59%)
Conform recensământului din 2001, majoritatea populației satului Sursko-Lîtovske era vorbitoare de rusă (62,88%), existând în minoritate și vorbitori de ucraineană (36,28%).